# 曼德沙伊德
曼德沙伊德（德語：Manderscheid，發音：[ˈmandɐˌʃaɪt] ⓘ）是德国莱茵兰-普法尔茨州贝恩卡斯特尔-维特利希县的城市，面积10.06平方千米，2023年12月31日人口为1,462人。